# 2010 год в автомобилестроении
Список событий в автомобилестроении в 2010 году.

## События

### Февраль
- 12 — Открылся автосалон в Торонто.

### Март
- 4-14 — В выставочном комплексе Geneva Palexpo прошёл юбилейный 80-й Женевский автосалон.

### Апрель
- 4-11 — Проходил автосалон в Нью-Йорке.
- 14-19 — Проходило автошоу в Монако «Top Marques».

### Май
- 26 - С конвейера завода General Motors в американском Шривпорте (штат Луизиана) сошёл последний внедорожник марки Hummer.
- 29 — День военного автомобилиста

### Август
- 9 — c главного конвейера АвтоВАЗ сошел 26-миллионный автомобиль. Юбиляром стал седан LADA Kalina в комплектации «люкс» популярного цвета «белое облако»[1].

### Октябрь
- 31 — Ликвидированы компании  Saturn и Pontiac.
- последнее воскресенье месяца — День автомобилиста и дорожника.

### Ноябрь
- 18 — Открылся автосалон в Лос-Анджелесе.
- 29 — Nissan Leaf стал победителем конкурса Автомобиль 2011 года. Впервые этот приз получил электромобиль[2].

### Декабрь
- 4 — Открылся автосалон в Болонья.
- 30 — Снята с производства Lada 2105.[3]

## События без точной даты
- Volkswagen Polo — назван лучшим автомобилем года в Европе.

2010 - Дата полного закрытия завода АЗЛК (Москвич)

## Представлены новые автомобили
- июнь -
- июль -
- август - Iconic AC Roadster
- сентябрь - Aston Martin V8 Vantage N420, Motive Kestrel, Spartan V,Renault Kidma, Jeep Wrangler Call of Duty, Fiat 500c Esseesse,
- октябрь - Hyundai Equus DUB Edition, Ferrari 612 Scaglietti GTS Pavesi, Lavazza GTX-R, Fiat FCC III
- ноябрь - Gillet Vertigo.5 Spirit,Kia Forte Koup Type R, Toyota Prius Performance Package Plus, Renault Sandero GT, Li-ion Inizio